# Île Art
Die Île Art ist die größte und einzige bewohnte Insel des Belep-Archipels, rund 50 km von der Nordspitze der Grande Terre von Neukaledonien gelegen. In der lokalen Kanaksprache wird sie Dau ar genannt und bedeutet „Insel der Sonne“.

## Geographie
Die 18 km lange, schmale Insel wird von fünf Sturzbächen durchzogen und verfügt über drei Bootsanlegestellen, im Ort Waala im Westen, in Pairomé im Südosten und in Yahoué im Nordwesten. Während die Westküste eine üppige Vegetation und mehrere Sandstrände aufweist, ist die Ostküste meist karg und felsig. Haupterzeugnisse sind Taro und Yam. Sie verfügt auch über Nickelvorkommen, die jedoch nach einer Vereinbarung zwischen der Bergbaugesellschaft Société Le Nickel, die eine Konzession zum Nickelabbau besitzt, und den sechs örtlichen Stämmen nicht wirtschaftlich genutzt werden.

## Geschichte
Die Kanak kamen Mitte des 16. Jahrhunderts auf der Île Art an. Entdeckt wurde die Insel vom französischen Seefahrer Joseph Bruny d’Entrecasteaux am 30. Juni 1792. Der Häuptling Amabili gehörte 1853 zu den Unterzeichnern des Vertrags der französischen Besitznahme von Neukaledonien. Die ersten Europäer, die sich ab 1856 auf der Insel niederließen, waren die Maristen-Missionare Xavier Montrouzier und Pierre Lambert. Zu jener Zeit hatte sie rund 400 Einwohner, die essbare Wurzeln, Bananen und Zuckerrohr anbauten. Die Missionare ließen Straßen und Brücken bauen, legten Plantagen an, stellten Kokosöl her und schafften den Kannibalismus ab. Die Bewohner der Île Art waren auf den Nachbarinseln, wie der Île Balabio, gefürchtete Menschenjäger. Nach einer Revolte der Kanak 1878 auf Grande Terre wurden 350 Aufständische auf die Île Art gebracht. 1892 wurde eine Leprastation eingerichtet, woraufhin die einheimische Bevölkerung nach Grande Terre umgesiedelt wurde, während die französischen Siedler mit ihrem Vieh auf die Nachbarinsel Île Pott gebracht wurden. Die Insassen wurden 1913 auf die Île Nou bei Nouméa transferiert.

## Flora und Fauna

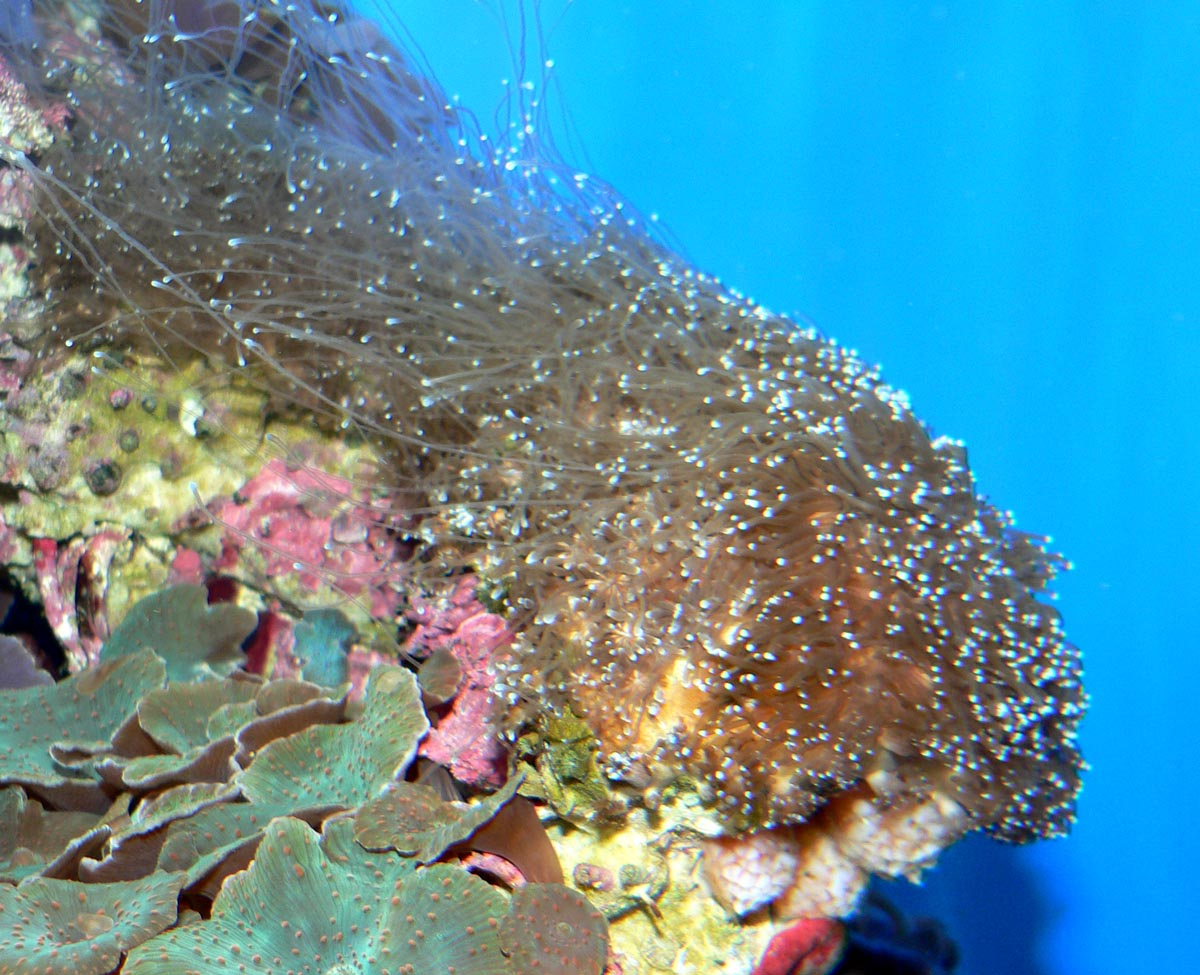
Galaxea fascicularis

Die Île Art beherbergt 21 endemische Pflanzenarten, darunter Araucaria luxurians, Phyllantus artensis, Guettarda artensis, Cleidion artense und Pittosporum artense. Sie wurden bereits 1860 von dem französischen Missionar Xavier Montrouzier in seinem Werk Flore de l'Île Art beschrieben. Die Insel gilt aufgrund ihrer Pflanzenvielfalt auf sehr geringer Fläche als nano-hotspot der Biodiversität und als „hottest plant micro-hotspot“ von Neukaledonien. Die Hauptgefahr für die Biodiversität geht von absichtlich gelegten Bränden aus.
Zu den verbreiteten Tierarten der Insel gehören die Glattechsenart Kanakysaurus viviparus, das Belep-Zwerggekko, Krabben wie Macrobrachium equidens oder Utica barbimana und Altweltliche Ährenfische wie Bleheratherina pierucciae sowie die Grundelart Mugilogobius mertoni. Im Meer vor der Île Art sind Papageifische, der Napoleon-Lippfisch, Wale, Haie sowie die Steinkoralle Galaxea fascicularis zu finden.

## Infrastruktur
Die Insel mit ihren 867 Einwohnern verfügt über eine Gendarmerie, ein Rathaus, eine Grundschule, eine Post, eine Krankenstation, eine Kirche, ein Lebensmittelgeschäft, zwei Bäckereien und einen Flugplatz (IATA-Code: BMY) mit einer 600 m langen Asphaltpiste, der jedoch nicht mehr im Liniendienst von Koumac angeflogen wird. Es besteht nur noch zweimal wöchentlich eine Katamaranverbindung nach Koumac.